# Klaus Seidel
Klaus Seidel (* 15. November 1933) ist ein ehemaliger deutscher Fußballspieler, der 1953 für die BSG Motor Gera in der DDR-Oberliga, der höchsten Spielklasse im DDR-Fußball, aktiv war.

## Sportliche Laufbahn
Sein Oberligadebüt bei der Betriebssportgemeinschaft (BSG) Motor Gera gab der 19-jährige Klaus Seidel beim letzten Spieltag der Hinrunde der Saison 1952/53, als er in der 27. Minute für den Torwart Fritz Dreyer, der eigentlich den Stammtorwart Siegfried Offrem vertreten sollte, eingewechselt wurde. Seidel war von Haus aus Feldspieler und wurde als solcher auch in der Rückrunde in sechs Oberligaspielen eingesetzt. Zunächst bestritt er die beiden ersten Hinrundenspiele als Rechtsaußenstürmer, danach wurde er entweder ein- oder ausgewechselt. Die Geraer BSG, die im Laufe der Rückrunde ihren Namen in BSG Wismut änderte, stieg am Saisonende aus der Oberliga ab. 
In der DDR-Liga-Saison 1953/54 gehörte Seidel zwar weiter zum Kader der BSG Wismut, kam jedoch nur am 14. Spieltag als halblinker Angreifer zum Einsatz und schoss das erste Punktspieltor seiner Laufbahn. Die meisten Punktspiele seiner überregionalen Laufbahn bestritt Seidel in der DDR-Liga-Spielzeit 1954/55. Zwischen dem 7. und 20. Spieltag wurde er unter dem neuen Trainer Herbert Melzer in elf Ligaspielen aufgeboten, wobei er davon profitierte, dass im Laufe der Saison vier Stammspieler die BSG verließen. Seidel wurde stets im Angriff, jedoch auf wechselnden Positionen, aufgeboten. Bereits bei seinem ersten Einsatz schoss er ein weiteres Punktspieltor. Im Herbst 1955 wurde in den DDR-Spielklassen eine Übergangsrunde zur Umstellung auf den Frühjahr-Sommer-Spielrhythmus ausgetragen. Klaus Seidel bestritt nur das erste Übergangsrundenspiel und beendete noch vor der nächsten Saison seine Laufbahn im höherklassigen Fußball. 